# Mineralschaumdämmplatte
Die Mineralschaumdämmplatte, auch Mineralschaumplatte oder Mineraldämmplatte genannt, ist eine Wärmedämmplatte aus mineralischen Baustoffen. Die Hauptbestandteile sind gebrannter Kalk, gegebenenfalls auch Zement sowie Quarzsand und ein oft aluminiumhaltiger Porenbildner. Zusammensetzung und Herstellungsprozess ähneln dem von Porenbeton, Calciumsilikat-Platten und Kalksandstein, wobei die beiden Letzteren keinen Porenbildner enthalten und Porenbeton nur rund halb so gut dämmt.
Die Mineralschaumplatte ist durch ein geringes spezifisches Gewicht und eine hohe Porosität gekennzeichnet und hat dadurch eine geringe Wärmeleitfähigkeit.

## Anwendung
Mit Mineralschaum können keine tragfähigen Wände ausgebildet werden können, deshalb beschränkt sich ihre Anwendung auf die Wärmedämmung von Gebäuden, etwa bei einer Innendämmung oder einem Wärmedämmverbundsystem. 
Kalkgebundene Mineralschaumplatten sind diffusionsoffen (dampfdurchlässig) sowie kapillaraktiv (hydrophil) und daher besonders für die Innendämmung beheizter Räume geeignet. Aufgrund der Kapillaraktivität können sie in der Tauebene oder an Wärmebrücken anfallendes Tauwasser kapillar speichern, ableiten und zur Wandoberfläche transportieren, wo es verdunsten kann (siehe auch: Hydrophilie, Kapillarität, Hydrophobie, Diffusion). Wärmedämmverbundsysteme aus Mineralschaumplatten in Verbindung mit mineralischen Putzen sind aufgrund ihres hohen pH-Werts unempfindlich gegen Algenbefall.
Mineralschaumdämmplatten sind feuchteunempfindlich und formstabil, bei ausreichend hoher Zug- und teilweise sehr hoher Druckfestigkeit. Ihr Einsatz ist in feuchtebelasteter Umgebung und als Boden- und Aufdachdämmung in Bereichen mit hohen Anforderung an die Druckbelastbarkeit möglich.
Da Mineralschaum aus rein mineralischen Grundstoffen gewonnen wird, können Reste oder Abbruchmaterial ohne besondere Voraussetzungen als Bauschutt entsorgt werden. Auf eine gesonderte Entsorgung der Dämmung kann verzichtet werden.